# Mršelj
Mršelj (cyr. Мршељ) – wieś w Serbii, w okręgu toplickim, w mieście Prokuplje. W 2011 roku liczyła 114 mieszkańców.